# Астор (Флорида)
Астор (енгл. Astor) насељено је место без административног статуса у америчкој савезној држави Флорида.

## Демографија
По попису из 2010. године број становника је 1.556, што је 69 (4,6%) становника више него 2000. године.
| Група             | 2000.         | 2010.         |
| Белци             | 1.328 (89,3%) | 1.278 (82,1%) |
| Афроамериканци    | 10 (0,7%)     | 2 (0,1%)      |
| Азијати           | 0 (0,0%)      | 0 (0,0%)      |
| Хиспаноамериканци | 136 (9,1%)    | 244 (15,7%)   |
| Укупно            | 1.487         | 1.556         |